# Respirație celulară

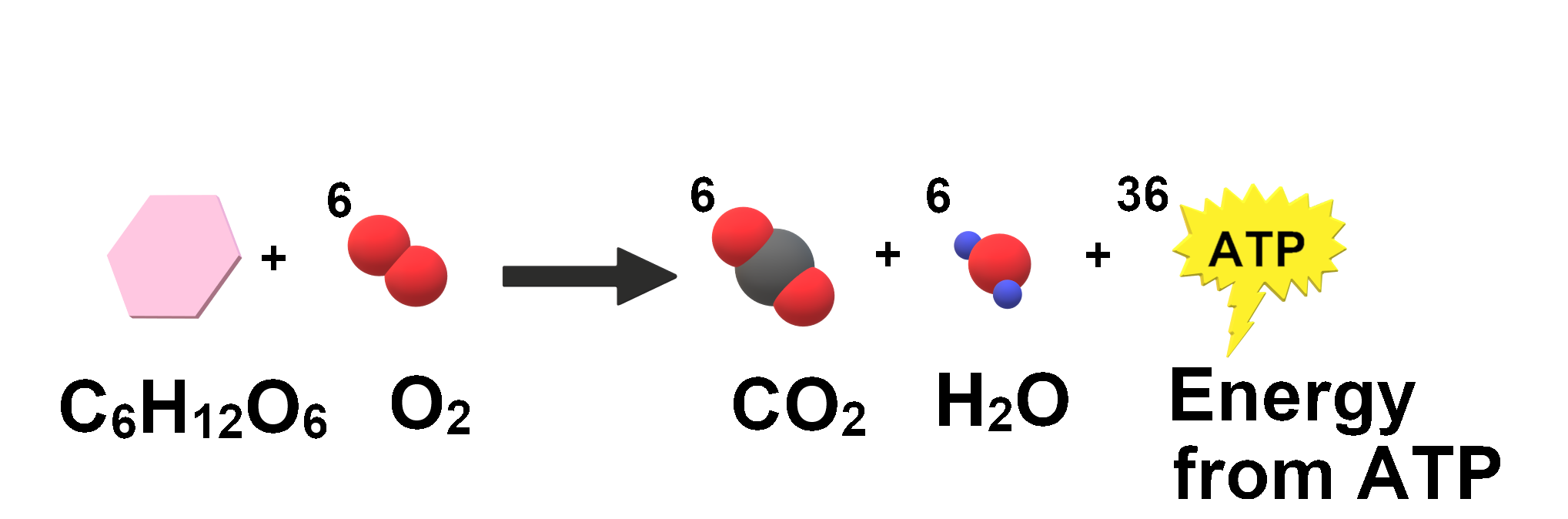
Reacția chimică a respirației celulare

Respirația celulară reprezintă totalitatea proceselor metabolice intracelulare, în urma cărora este obținută energie necesară funcționării celulei, formată în urma proceselor chimice de oxido-reducere din citoplasmă. 
Sediul celular al respirației este mitocondria.
Respirația celulara se mai numește și respirația interna.
Cuprinde doua procese:
-respirația celulara normala
-schimbul de gaze la nivel tisular